# パークアンドライド
パークアンドライド （英語: park and ride、直訳:「駐車して乗車する」） とは、自宅から自家用車・軽車両で最寄りの駅または停留場まで行き、駐車・駐輪させた後、バスや鉄道などの公共交通機関を利用して、都心部などの目的地に向かうシステムである。アメリカでの先行事例を受けて、日本では、1960年代には「郊外駐車制」もしくは「郊外駐車制度」という訳語があてられたこともあった。

## 概説
パークアンドライドは、末端交通機関である自動車（または原付や軽車両）を郊外の公共交通機関乗降所（鉄道駅や停留所など）に設けた駐車場・駐輪場に停車させ、そこから鉄道や路線バスなどの公共交通機関に乗り換えて目的地に行く方法である。都市部や観光地などの交通渋滞の緩和、交通公害の抑制、違法駐車の削減などを図るため交通政策で推進される。P&R と略すこともある。
パークアンドライドを行うには、出勤（外出）時に他の人が使用しない自動車の存在（車の専用可能性）、本人の運転免許の保有、駅など乗り継ぎを行う場所に駐車場が存在すること（駐車条件）が前提条件となる。さらに実際の利用には乗り継ぎの利便性や移動手段の快適性（着席可能性や車内混雑状況など）の影響も受ける。
鉄道駅や高速バス停留所に近接して利用者用駐車場を設置し、利用者には無料または安価に長期間駐車を認めるサービスもパークアンドライドと称されている。都心の外縁部に設ける都心アクセス用駐車場をフリンジパーキングという。
パークアンドライドは、アメリカ合衆国で普及したシステムで、このことで都心部の交通環境の悪化を防いでいるほか交通量自体が減少するため、渋滞の緩和だけではなく、排気ガスによる大気汚染の軽減、二酸化炭素排出量の削減といった効果も期待されている。
最寄り駅までマイカーを利用して電車に乗り換える場合をパークアンドレイルライドという。また、最寄り駅までマイカーを利用してバスに乗り換える場合をパークアンドバスライドという。
末端交通機関に自動車（マイカー）以外を利用する場合にも種類によって次のようなパターンがある。
- サイクルアンドライド（末端交通機関が自転車の場合）
- バスアンドライド（末端交通機関がバスの場合）
- 観光バスアンドライド（観光バスを郊外駐車場に置き、そこから市内バスや鉄道に誘導する場合）
- ライドアンドライド（末端交通機関も軌道系の場合）

なお、営業用自動車（タクシーやハイヤーなど）による乗り継ぎや企業が所有する自動車による会社の運転手による送迎などは通常含まない。

## 種類
実施主体による分類
- 行政主導型
- 第三セクター主導型
- 民間主導型

設置場所による分類
- 通勤型
- 郊外型
- 都市への自動車流入防止型
- 観光地・レジャー施設型
レジャーシーズンやイベント期間など、特に混雑が予想される期間中は、マイカーによる乗り入れを規制するマイカー規制を実施して、サテライト駐車場からシャトルバスによる目的地までのピストン輸送が行われている[5]。

## 利用促進のための課題
パークアンドライドは、渋滞の解消と都市環境の改善に大きく貢献するシステムだといわれている。そのため、システムの社会的意義を利用者に理解してもらい、社会貢献をしているという意識を高めてもらうことが利用促進の前提条件となる。
パークアンドライドを実現するためには、公共交通機関へ乗り換えるための駅やバス停などの周辺に大規模駐車場を確保する必要がある。さらに、駐車場は無料または低価格に設定し、経済的負担を強いることがないように利用者に配慮する必要も出てくる。つまり、マイカー通勤から公共交通機関へ乗り換える通勤スタイルに変更したことで、利用者に不満が出てくるようなことがあっては、パークアンドライドという交通体系への理解と協力者が現れないことになる。また、交通不便地域に在住する人たちにとっては、容易に鉄道やバスに乗り換えることも難しくしている。こうした地域在住者にマイカー通勤自粛を呼びかけるだけではパークアンドライドは進展しないため、官民が協力して本システムを作り上げる努力が不可欠となる。

## 各国の状況

### 欧米
欧米ではパークアンドライドはバスへの乗り継ぎが一般的である。

#### フランス
ストラスブールでは郊外に大規模な割安の駐車場を設定し、トラム（路面電車）の利用者に往復チケットを交付することでトラムの利用と自動車の相乗りを奨励する政策がとられている。

#### イギリス
イギリスではクリスマスシーズンや土曜日など混雑する期間に限定して都市部でパークアンドバスライドを実施する例がある。

#### アメリカ
アメリカでは渋滞対策、省エネルギー対策、排ガス対策のため、相乗りを行うカープール用の自動車も重視され、そのための駐車場も整備されている。

### 日本
日本では、アメリカが1960年からワシントン・ニューヨーク・ボストン・フィラデルフィア・ビッツバーグ・セントルイス・マイアミなどの8都市で実施されたことを受けて、研究が進められていた。こうした事例を受けて、1960年代には「郊外駐車制」もしくは「郊外駐車制度」という訳語があてられたこともあったが、「パーク・アンド・ライド」というカタカナ表記が一般的となった。実用化に向けての実験としては、1976年に神戸市の新神戸トンネルの箕谷ランプにある箕谷駐車場が全国に先がけて実施され、成功例として取り上げられる。

#### 自治体・鉄道事業者
パークアンドライドを促進するため、自治体、鉄道事業者では駐車料金の割引制度を設定しているところもある。

##### 北海道地方
- 北海道旅客鉄道
  - 特急列車と新幹線の「往復」利用客向けで、定期券・回数券・Kitacaでの支払いは不可。道内の各特急停車駅に「パーク＆トレイン駐車場」を約3,700台分確保する[7]。1日あたりの駐車料金は駅によって異なり、無料から500円で、在来線グリーン車利用客は無料。五稜郭駅と函館駅から北海道新幹線を利用する場合、グランクラス利用客は無料。特急定期券の「かよエール」利用者向けには「パーク＆かよエール」サービスがあり、駐車料金は月額制となる。
  - 札幌市とその近郊の駅でも利用できたが、利用率が低かったため2014年（平成26年）11月30日をもってサービスを終了した[8]。
- 札幌市
  - 札幌市営地下鉄の駅（主に郊外部）に、パークアンドライド駐車場を民間と共同で設置。

##### 東北地方・関東甲信越地方
- 東日本旅客鉄道
  - 管内の新幹線・特急列車停車駅、およびそれらの周辺の拠点駅などの駅前に専用駐車場を設けている。駅によって利用条件や利用方法（予約制もしくは先着順など）が異なる。駅窓口でJRの乗車券類を購入・提示などすれば駐車料金を一定期間無料や割引にするサービスを実施している所もある[9]。
    - 山形新幹線が1999年に新庄駅まで延伸した際、各駅にはパークアンドライド用の無料駐車場を全体計画で約3000台分を設置した[10]。

  - また、一部の主要駅では、トレン太くんと称して、レンタカー事業を有料で実施。
- 仙台市
  - 地下鉄東西線 八木山動物公園駅と荒井駅にパークアンドライド用駐車場を設置[11]、周辺地帯の道路網、橋梁の整備[12]。
- 東武鉄道
  - いくつかの東武線駅ではパーク＆ライドを実施しており、割引利用条件に該当する場合、対象の駐車場を割引価格でご利用することができる[13]。
  - PASMOで東武線を利用した当日に、東武沿線の「対象ステーション」のタイムズカー（カーシェアリング）を利用すると、カーシェア料金が優待される「東武レール＆カーシェア」サービスもある[13][14]。
- つくば市
  - つくばエクスプレス みどりの駅・万博記念公園駅・研究学園駅にパークアンドライド駐車場を設置[15]。
- 熊谷市
  - 熊谷市街地中心部で行われる熊谷うちわ祭2日目・3日目は、郊外にある埼玉県立熊谷スポーツ文化公園駐車場（無料）を利用したパークアンドライドを実施。熊谷市観光協会からの委託で国際十王交通がシャトルバスを運行（パークアンドライド利用者は無料）。
- 新宿区
  - 新宿駅東西の観光スポット、商業施設、駐車場などを結んで循環する「WEバス」が運行されている。運行事業者は京王バス。都庁第一本庁舎駐車場を利用してパークアンドバスライドすると駐車場料金が1時間分割引になるほか、新宿地区のデパートで一定額以上購入すると、さらに割引を受けられる。バスは後部に天窓のある専用車両が運行されており、高層ビル群も眺められる。
- 武蔵野市
  - ムーバスとムーパークによる連携が行われている。詳しくはムーバスの項を参照。
- 鎌倉市
  - 観光スポットが集中している鎌倉地域における交通渋滞の緩和を目的として、鎌倉地域の周辺にある既存の駐車場に駐車し、江ノ電等の公共交通機関に乗り換えて目的地に向かうことを促している。利用者は約70箇所ある協賛店や寺社等で割引や粗品進呈の特典を受けることができる[16]。
- 新潟市

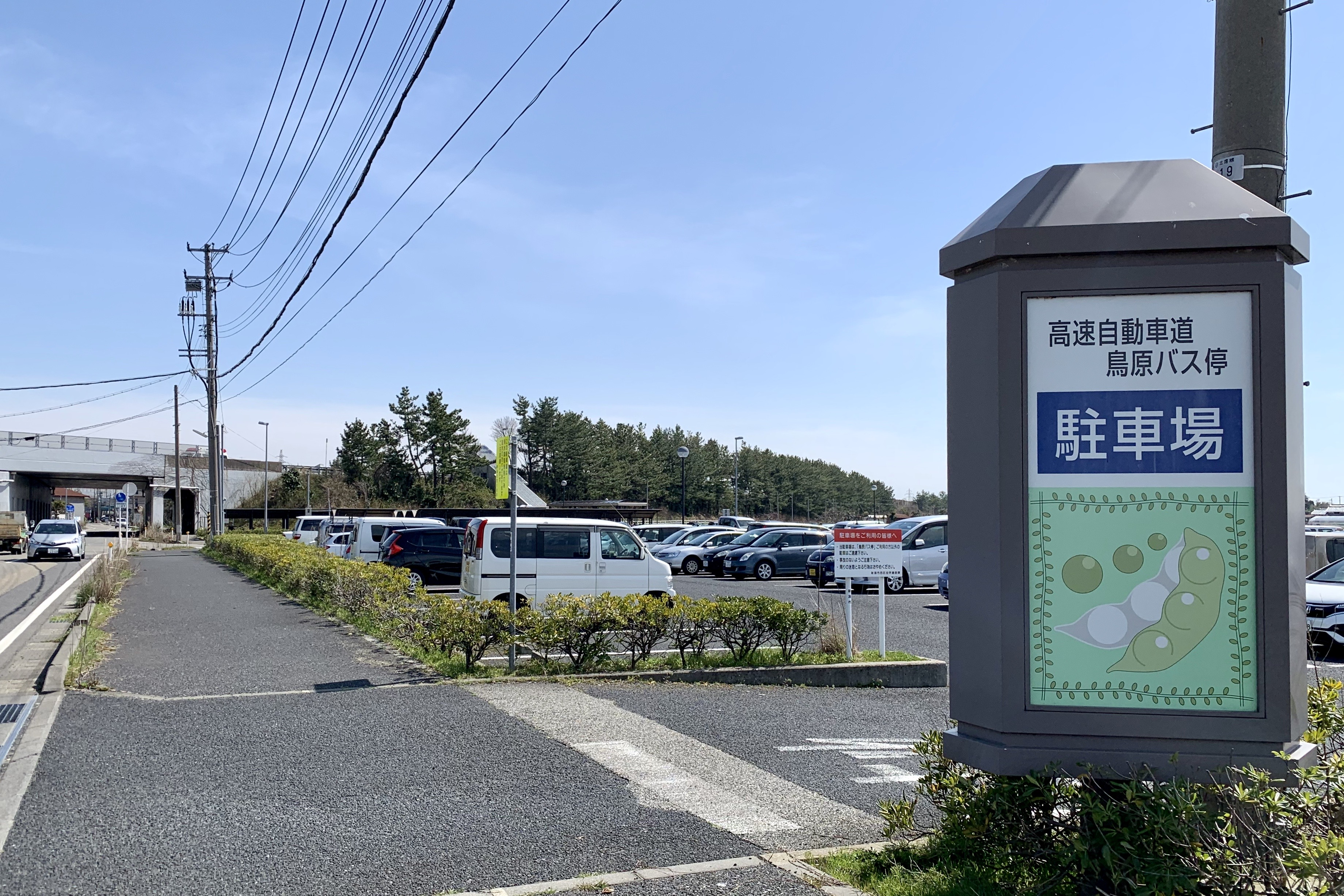
高速バス停留所脇に整備された無料駐車場・駐輪場（新潟市西区の北陸自動車道鳥原BS、2020年3月）

- - 市内すべての高速道路バス停留所に無料駐車場を設けている（詳細は新潟市の交通#パークアンドライドを参照）。

##### 東海・北陸地方
- 遠州鉄道
  - 自社系列の遠鉄ストア駐車場や、遠鉄バス営業所のお客様駐車場、遠鉄が企業などと契約した駐車場（西友浜松有玉南店と鉄道線自動車学校前駅、宝的山蔵興寺と小沢渡線虚空蔵寺停留所など）を利用した遠鉄バス・電車へのパークアンドライドを実施している[17]。
- 浜松市
  - 浜松まつり期間中は飯田公園駐車場を利用したパークアンドライドを実施。遠鉄バスがシャトルバスを運行しており、会場周辺は事実上トランジットモールとなっている。
- 名古屋鉄道
  - 名鉄の主要駅で、系列企業の名鉄協商と提携したパークアンドライドを実施。鉄道利用者には駐車プリペイドカードが割引になるサービスがある。
- 富山市
  - JR高山本線活性化事業または富山地方鉄道不二越・上滝線活性化支援事業の一環としてJR西日本の婦中鵜坂駅・速星駅・千里駅・越中八尾駅・笹津駅と富山地方鉄道の月岡駅・大川寺駅・上滝駅・大庄駅に富山市が設置した。またコンパクトシティのまちづくりのため、富山地方鉄道富山港線の駅にも設置されている[18]。

##### 近畿地方
- 神戸市
  - 1976年に新神戸トンネルの供用開始にあわせて、神戸市は箕谷ランプに公営駐車場を設置するとともに、箕谷～三宮を直通する神戸市バスの運行を開始した。神戸市街地での自動車公害対策の一環として、パークアンドライド方式の実用化に向けて行われたもので、駐車場には乗用車・単車・自転車が収容できるほか、当時は使用料もバス利用者には半額となるなどの設定があった。
- 伊勢市
  - 年末年始およびゴールデンウィーク中に限り伊勢神宮参拝客におけるパークアンドライドを実施。伊勢二見鳥羽ライン朝熊IC近隣のサンアリーナにて自家用車を駐車する。
- 三岐鉄道
  - 積極的に駅前に無料駐車場を整備している。近鉄から移管された北勢線においても整備が進められている。
- 伊勢鉄道
  - 鈴鹿駅に無料駐車場を設置している。
- 西日本旅客鉄道
  - 福知山、和歌山支社の特急列車停車駅を中心に隣接する地方自治体が運営している駐車場に台数限定又は、JR直営駐車場を48時間に限り無料のサービスをおこなっている。
- 京都市
  - 国際的な観光都市である京都では観光客の車流入による渋滞を避けるため、パークアンドライドに積極的に取り組んでおり、パークアンドライド利用者には駐車料金に割引サービスがある[19]。更に隣町大津市でも京都観光客向けのパークアンドライドに取り組んでおり、京阪京津線～京都市営地下鉄東西線利用者には駐車場割引サービスを設けている[20]。
- 和歌山バス那賀
  - 岩出・樽井線の岩出図書館、根来バス停のみ行っており図書館の駐車場又は、隣接するスーパーマーケットの駐車場へ自家用車を駐車する。
- 加古川市
  - 東加古川駅で、パークアンドサイクルライドを実施。駐車場から駅近辺の駐輪場までは専用のレンタサイクルで移動する。

##### 中国地方・九州地方
- 岡山市
  - 両備バス系列の両備プラッツや地元企業などと提携したパークアンドライドを実施。利用者は両備バスや岡電バスで定期券が安くなる。
- 九州産交バス・産交バス（熊本県熊本市・熊本県八代市）
  - 熊本市では九州産交バスの西部車庫（約50台駐車可能）で、八代市では産交バス八代営業所が近隣のショッピングセンターゆめタウン八代と協力し、ゆめタウン八代の駐車場の一部（約100台駐車可能）でパークアンドライドを実施している。
  - また、高速バスがよく利用する九州自動車道益城熊本空港インターチェンジの前の「益城インター口」バス停や高速道路本線上の「西合志」・「武蔵ヶ丘」バス停においてパーク＆バスライドを実施している。ひのくに号利用者には、これらのバス停の駐車場の利用券が配布される[21]。

- その他日本では神戸市、鎌倉市、さいたま市が積極的に取り組んでいる。

#### 民間駐車場
パークアンドライドを促進するため、駐車場料金の最大料金を設定しているところもある。
- 東京都港区品川駅パークアンドライド パークアンドバスライド
  - 品川インターシティ
- 金沢駅で、パークアンドレールを実施。金沢駅西口時計駐車場とJR金沢駅との共同企画で駐車料金の大幅割引がある。1,500台収容 24時間営業 8階建自走式立体駐車場。
  - 金沢駅西口時計駐車場
- 東京都江東区で、パークアンドバスライドを実施。ホテルイースト21東京バス乗場より羽田空港、成田空港へのパークアンドバスライド。
  - ピ!パーク東陽6丁目駐車場
- 東京都大田区で、羽田空港の渋滞緩和の為パークアンドバスライドを実施。羽田空港駐車場O.Kパーキングバス乗場より羽田空港第1、第2、第3ターミナルへのパークアンドバスライド。
- 岐阜県羽島市にある東海道新幹線岐阜羽島駅周辺では、ほぼ全ての民間駐車場が格安の最大料金を設定して提供しており、これによりパークアンドライドを実現している。また、名神高速道路の岐阜羽島インターチェンジが近いため、高速道路を利用する観光バスが発着地として岐阜羽島駅を利用する事も多い。
- 髙島屋京都店および大丸京都店では、周辺混雑緩和のため税込5,000円以上買上の利用客に対し、京都市周辺の指定駐車場のサービス券を渡している。
- 九州自動車道若宮バスストップに隣接する土地には福岡 - 北九州線のバス利用者を当て込んだ、私設駐車場が設置されている。
- 九州自動車道基山バスストップには西日本鉄道が設置した高速バス利用者専用の「高速基山バス停パーク&ライド駐車場」[22]が設置されている。24時間出入り可能だが、利用者が高速バス乗車時にサービス券を受け取る形で利用する有料駐車場である。